# 闇の礎 (ナオミ・ノヴィクの小説)
『闇の礎』（The Golden Enclaves）は、ウェールズ人とインド人の間に生まれ、伝説の魔法学校スコロマンスで破壊的な能力をコントロールしながら卒業まで生き延びなければならない魔法使いのガラドリエル・”エル”・ヒギンズの姿を描いたアメリカの作家ナオミ・ノヴィクによる2022年のファンタジー小説。同書は2022年9月27日にデル・レイから「死のエデュケーション」三部作の三作目として出版され、日本では井上里の翻訳で静山社から2023年11月9日に出版された。

## あらすじ
『闇の覚醒』の出来事の後、エルは母親のグエンと再会した。押し寄せる＜目玉さらい＞からロンドン魔法自治領を救ったのち、エルは自治領外の魔法使いに対して庭園を開放するように要求する。ロンドンの総裁であるクリストファー・マーテルは、エルを強制魔法でロンドン自治領に留めようとしたが、エルとリーゼルは非自治領民のヤン氏―の助けで脱出する。二人はクロエと二人がポルトガルにあるスコロマンスの場所を見つける手助けをするオリオンの父親バルタザールに合うためにニューヨークに赴く。スコロマンスに入ると怪物は一匹も残っておらず、変わり果てたオリオンを発見し、癒しのためにウェールズに連れ帰る。
その後、リューと自治領がロンドン自治領を襲ったのと同種の謎の勢力に襲われている北京を訪れる。エルは攻撃を撃退し、リューを救い出し、自治領を建設したり拡張したりする過程で魔法使いから＜目玉さらい＞が作り出されることを知る。エルは自治領の魔法使い全員の協力を得て、黄金石の経典に書かれた呪文を用いて新たな基礎を築き、自治領を安定させる。オリオンはニューヨークに戻り、エルは世界中の自治領に対する数々の攻撃を退けるが、その攻撃が時分が＜目玉さらい＞を殺し、イブラヒムに警告したことの直接の結果であることに気づく。
エルが曾祖母のディープティと会うと、ディープティはエルがオフィーリアに見つけられないように守るために、何年も前に自分の予言を使って得ると母親を追い払った床を明らかにする。ディープティは、オフィーリアが大掛かりな闇の活動に力を与えるために、ある年度のスコロマンスの卒業生全員を殺害し、バランスがとられることを期待していたが、それがエルという形でもたらされたと説明する。その後、エルは一族と和解する。リーゼルが電話でスコロマンスの扉の前で自治領間の戦争が始まりそうなことを知らせて来たのでスコロマンスに戻る。
エルが到着すると、スコロマンスが隠された地所は一般人の立ち入りが禁止されており、ニューヨークと上海自治領との間の戦いに参加するためにあらゆる自治領から魔法使いが到着していることを知る。エルは、両陣営からの攻撃魔法を受け止めて攻撃者を石像に変える魔法として送り返し、とうとうエルには攻撃魔法が通用しないことが知れ渡る。上海陣営からの招待魔法で上海のテントに引き込まれ、そこで上海自治領総督のリー・フェンと出会う。リーは、歴史を通じて自治領建設者たちは自分たちが作りだした＜目玉さらい＞をできるだけ遠くに追いやるために、強力な自治領のない地域にポータルを開いて来たと説明する。また、エルとオリオンがほとんどの怪物を倒したために＜目玉さらい＞たちの餌が無くなり、魔法使いを積極的に襲うようになったとも説明する。オフィーリアは戦争に使える人間＜目玉さらい＞としてオリオンを作り出し、リーはオリオンを殺すためにエルが到着するのを待っていたと告げる。エルとオリオンは互いに戦い、エルは殺人呪文を使用するがオリオンが死ぬ前に、オリオンが自分の力を使って子供たちを守るためにこの世界に留まるように呪文を修正する。リューとアアディヤが呪文に力を添えるために自分たちのマナを提供し、ほかの魔法使いたちもそれにならう。呪文は功を奏し、オリオンが現実世界に留まるための暗喩的な基盤を与える。
その後、エルと母親はムンバイの屋敷を訪れ、エルは＜目玉さらい＞を狩り、黄金石の経典を使って各地の自治領の基礎を作り直すことを決意する。しかし、自治領がより多くの魔法使いに進んで門戸を開くように、エルの計画は秘密にしておく必要がある。エルは再開に向けて工事中のスコロマンスに戻り、怪物と闘って子供たちを守るために学校に残るオリオンとピクニックをする。

## 評価
本書は、三部作の完結編として称賛され、パブリッシャーズ・ウィークリー誌から星付きのレビューを獲得した。ペースト誌のレイシー・バウアー・ミラスは、『闇の礎』を「振り返ってみれば三部作全体をより強力で意味のあるものにする、豊かで完全に満足のいく結論」と書いている。エイドリアン・マルティーニはローカス誌で本書をほぼ肯定的に評価し、「ノヴィクの世界は厳しいが、エルの冷笑的な声と優しい心が彼女の旅の結末に報いている」と書いている。『GrimDark Magazine』のエリザベス・タブラーは、その陰謀と、道徳的に灰色の人物造形を称賛した。
リーズン誌のキャサリン・マング＝ウォードは本書を「を「ノヴィクの特異な強みの例」と評し、「力の数学、魔法の経済、機関の政治など、メカニクスが意味をなす世界を描く彼女の力量が表れており、同時に私たち自身の不調和な現実の陰鬱な反響を提供している」と述べた。
カーカス・レビューは本書にほとんど否定的なレビューを与え、「読者がこれを理解できるほど賢いとは思えないハイコンセプトな冒険」と呼んだ。